# Costică Dafinoiu
Costică Dafinoiu (Viziru, 6 febbraio 1954 – 8 giugno 2022) è stato un pugile rumeno.

## Palmarès

### Olimpiadi
- 1 medaglia:
  - 1 bronzo (Montréal 1976 nei pesi mediomassimi)